# Vuelta a Colombia Femenina 2017
La 2.ª edición de la competición ciclista Vuelta a Colombia Femenina (nombre oficial Vuelta a Colombia Femenina Coldeportes Oro y Paz), se celebró en Colombia entre el 24 y el 29 de octubre de 2017 sobre un recorrido de 443,4 kilómetros. El evento comprendió un recorrido total de seis etapas distribuidas en un prólogo y cinco etapas en línea, de las cuales el prólogo inicial se corrió en el municipio de Zarzal sobre una distancia de 6,6 kilómetros, luego el pelotón rodó por algunos municipios tradicionales del Valle del Cauca hasta conectar con los departamentos de Risaralda y Caldas, donde se disputó la etapa reina con ascenso a la Plaza de Toros de Manizales, en el último día de la carrera.
La carrera fue parte del Calendario UCI Femenino 2017, calendario ciclístico femenino dentro de la categoría UCI 2.2.
La carrera fue ganada por segundo año consecutivo por la corredora colombiana Ana Cristina Sanabria del equipo Servetto Giusta, en segundo lugar Lilibeth Chacón y en tercer lugar Liliana Moreno.

## Equipos participantes
Tomaron parte en la carrera 21 equipos invitados por la organización, con la participación de 3 equipos de categoría UCI WorldTour Femenino de los cuales uno de ellos participó como equipo mixto con un equipo nacional, 2 selecciones nacionales, y los otros equipos forman parte de la categoría aficionado del país. Formando así un pelotón de 104 ciclistas de los que acabaron 81. Los equipos participantes fueron:
| Equipo                                                             | Categoría                         |
| ------------------------------------------------------------------ | --------------------------------- |
| Servetto Giusta                                                    | UCI WorldTour Femenino            |
| Weber Shimano Ladies Power UnitedHealthcare Women's (equipo mixto) | UCI WorldTour Femenino            |
| Cycling Girls Team-Motul Bizkaia-Durango (equipo mixto)            | Aficionado UCI WorldTour Femenino |
| Selección de Costa Rica                                            | Selección nacional                |
| Selección de Guatemala                                             | Selección nacional                |
| Autolarte-Xpedition                                                | Aficionado                        |
| Bogotá mejor para todos                                            | Aficionado                        |
| Boyacá es Para Vivirla                                             | Aficionado                        |
| Carmen de Viboral                                                  | Aficionado                        |
| Club Gaviria La Ceja-Valle (equipo mixto)                          | Aficionado                        |
| Coldeportes Zenú Claro                                             | Aficionado                        |
| Construval-San Mateo                                               | Aficionado                        |
| Fundación Universitaria San Mateo                                  | Aficionado                        |
| HYF Ropa Deportiva                                                 | Aficionado                        |
| Liga de Antioquia                                                  | Aficionado                        |
| Merquimia Team                                                     | Aficionado                        |
| Monserrate                                                         | Aficionado                        |
| Pedalea JB Los Cabos                                               | Aficionado                        |
| Santander                                                          | Aficionado                        |
| Selección Valle                                                    | Aficionado                        |
| Team Proyecta Ingenieros                                           | Aficionado                        |

## Etapas
La Vuelta a Colombia Femenina dispuso de seis etapas para un recorrido total de 443,4 kilómetros, a través de los departamentos colombiano del Valle del Cauca, Risaralda y Caldas.
| Etapa     | Fecha     | Recorrido                     | type                   | Distancia (km) | Ganador               | Líder                 |
| --------- | --------- | ----------------------------- | ---------------------- | -------------- | --------------------- | --------------------- |
| Prólogo   | 24 de oct | Zarzal – Zarzal               | prólogo                | 6,6            | Ana Cristina Sanabria | Ana Cristina Sanabria |
| 1.ª etapa | 25 de oct | Zarzal – Roldanillo           | etapa escarpada        | 86,2           | Diana Peñuela         | Lilibeth Chacón       |
| 2.ª etapa | 26 de oct | Buga – Ansermanuevo           | etapa llana            | 132,2          | Lorena Colmenares     | Lorena Colmenares     |
| 3.ª etapa | 27 de oct | Cartago – El Dovio            | etapa de media montaña | 71             | Ana Cristina Sanabria | Ana Cristina Sanabria |
| 4.ª etapa | 28 de oct | Cartago – Santa Rosa de Cabal | etapa escarpada        | 68,2           | Paula Patiño          | Ana Cristina Sanabria |
| 5.ª etapa | 29 de oct | Cartago – Manizales           | etapa escarpada        | 79,2           | Ana Cristina Sanabria | Ana Cristina Sanabria |

## Clasificaciones finales
- Las clasificaciones finalizaron de la siguiente forma:[6]

### Clasificación general
| \| Clasificación general \| Clasificación general \| Clasificación general \| Clasificación general \| Clasificación general \| \| Ciclista \| Ciclista \| Equipo \| Tiempo \| \| \| --------------------- \| ---------------------- \| ----------------------------- \| --------------------- \| --------------------- \| \| 1.ª \| Ana Cristina Sanabria \| Servetto Giusta \| 13 h 18 min 56 s \| \| \| 2.ª \| Lilibeth Chacón \| Cycling Girls Team \| + 1 min 25 s \| \| \| 3.ª \| Liliana Moreno \| Team Proyecta Ingenieros \| + 1 min 49 s \| \| \| 4.ª \| Letizia Borghesi \| Servetto Giusta \| + 2 min 20 s \| \| \| 5.ª \| Diana Peñuela \| UnitedHealthcare Women's Team \| + 2 min 50 s \| \| \| 6.ª \| Camila Valbuena \| Weber Shimano Ladies Power \| + 3 min 41 s \| \| \| 7.ª \| Laura Camila Lozano \| Servetto Giusta \| + 4 min 16 s \| \| \| 8.ª \| Jessica Parra \| Coldeportes-Zenú \| + 4 min 53 s \| \| \| 9.ª \| Mónica Calderon \| Coldeportes-Zenú \| + 5 min 07 s \| \| \| 10.ª \| Rocio Parrado Guarnizo \| Weber Shimano Ladies Power \| + 5 min 28 s \| \| |                        |                               |                  |
| |                        |                               |                  |
| Fuente: ProCyclingStats |                        |                               |                  |
| Clasificación general |                        |                               |                  |
| Ciclista | Ciclista               | Equipo                        | Tiempo           |
| 1.ª | Ana Cristina Sanabria  | Servetto Giusta               | 13 h 18 min 56 s |
| 2.ª | Lilibeth Chacón        | Cycling Girls Team            | + 1 min 25 s     |
| 3.ª | Liliana Moreno         | Team Proyecta Ingenieros      | + 1 min 49 s     |
| 4.ª | Letizia Borghesi       | Servetto Giusta               | + 2 min 20 s     |
| 5.ª | Diana Peñuela          | UnitedHealthcare Women's Team | + 2 min 50 s     |
| 6.ª | Camila Valbuena        | Weber Shimano Ladies Power    | + 3 min 41 s     |
| 7.ª | Laura Camila Lozano    | Servetto Giusta               | + 4 min 16 s     |
| 8.ª | Jessica Parra          | Coldeportes-Zenú              | + 4 min 53 s     |
| 9.ª | Mónica Calderon        | Coldeportes-Zenú              | + 5 min 07 s     |
| 10.ª | Rocio Parrado Guarnizo | Weber Shimano Ladies Power    | + 5 min 28 s     |

### Clasificación de la montaña
| Clasificación de la montaña | Clasificación de la montaña | Clasificación de la montaña | Clasificación de la montaña | Clasificación de la montaña |
| Ciclista                    | Ciclista                    | Equipo                      | Puntos                      |                             |
| --------------------------- | --------------------------- | --------------------------- | --------------------------- | --------------------------- |
| 1.ª                         | Lilibeth Chacón             | Cycling Girls Team          | 28 pts                      |                             |
| 2.ª                         | Ana Cristina Sanabria       | Servetto Giusta             | 22 pts                      |                             |
| 3.ª                         | Liliana Moreno              | Team Proyecta Ingenieros    | 9 pts                       |                             |

### Clasificación por puntos
| Clasificación por puntos | Clasificación por puntos | Clasificación por puntos      | Clasificación por puntos | Clasificación por puntos |
| Ciclista                 | Ciclista                 | Equipo                        | Puntos                   |                          |
| ------------------------ | ------------------------ | ----------------------------- | ------------------------ | ------------------------ |
| 1.ª                      | Diana Peñuela            | UnitedHealthcare Women's Team | 64 pts                   |                          |
| 2.ª                      | Lilibeth Chacón          | Cycling Girls Team            | 51 pts                   |                          |
| 3.ª                      | Ana Cristina Sanabria    | Servetto Giusta               | 43 pts                   |                          |

### Clasificación de las metas volantes
| Clasificación de las metas volantes | Clasificación de las metas volantes | Clasificación de las metas volantes | Clasificación de las metas volantes | Clasificación de las metas volantes |
| Ciclista                            | Ciclista                            | Equipo                              | Puntos                              |                                     |
| ----------------------------------- | ----------------------------------- | ----------------------------------- | ----------------------------------- | ----------------------------------- |
| 1.ª                                 | Diana Peñuela                       | UnitedHealthcare Women's Team       | 18 pts                              |                                     |
| 2.ª                                 | Paola Muñoz                         | Bizkaia-Durango                     | 18 pts                              |                                     |
| 3.ª                                 | Kseniya Dobrynina                   | Servetto Giusta                     | 13 pts                              |                                     |

### Clasificación sub-23
| Clasificación sub-23 | Clasificación sub-23 | Clasificación sub-23       | Clasificación sub-23 | Clasificación sub-23 |
| Ciclista             | Ciclista             | Equipo                     | Tiempo               |                      |
| -------------------- | -------------------- | -------------------------- | -------------------- | -------------------- |
| 1.ª                  | Letizia Borghesi     | Servetto Giusta            | 13 h 21 min 14 s     |                      |
| 2.ª                  | Camila Valbuena      | Weber Shimano Ladies Power | + 1 min 21 s         |                      |
| 3.ª                  | Jessica Parra        | Coldeportes-Zenú           | + 2 min 33 s         |                      |

### Clasificación por equipos
| Clasificación por equipos | Clasificación por equipos                                   | Clasificación por equipos | Clasificación por equipos |
| Equipo                    | Equipo                                                      | Tiempo                    |                           |
| ------------------------- | ----------------------------------------------------------- | ------------------------- | ------------------------- |
| 1.º                       | Weber Shimano Ladies Power UnitedHealthcare Women's (mixto) | 39 h 48 min 11 s          |                           |
| 2.º                       | Servetto Giusta                                             | + 22 s                    |                           |
| 3.º                       | Cycling Girls Team Bizkaia-Durango (mixto)                  | + 3 min 28 s              |                           |

## Evolución de las clasificaciones
| Etapa (Vencedor)                      | Clasificación general | Clasificación de la montaña | Clasificación por puntos | Clasificación de las metas volantes | Clasificación sub-23 (Sin Maillot) | Clasificación por equipos                                            |
| ------------------------------------- | --------------------- | --------------------------- | ------------------------ | ----------------------------------- | ---------------------------------- | -------------------------------------------------------------------- |
| Prólogo (CRI) (Ana Cristina Sanabria) | Ana Cristina Sanabria | Camila Valbuena             | Kseniya Dobrynina        | Lilibeth Chacón                     | Camila Valbuena                    | Servetto Giusta                                                      |
| 1.ª etapa (Diana Peñuela)             | Lilibeth Chacón       | Serika Gulumá               | Diana Peñuela            | Diana Peñuela                       | Camila Valbuena                    | Coldeportes Zenú                                                     |
| 2.ª etapa (Lorena Colmenares)         | Lorena Colmenares     | Katherine Montoya           | Diana Peñuela            | Kseniya Dobrynina                   | Letizia Borghesi                   | Weber Shimano Ladies Power - UnitedHealthcare Women's (equipo mixto) |
| 3.ª etapa (Ana Cristina Sanabria)     | Ana Cristina Sanabria | Ana Cristina Sanabria       | Diana Peñuela            | Paola Muñoz                         | Letizia Borghesi                   | Weber Shimano Ladies Power - UnitedHealthcare Women's (equipo mixto) |
| 4.ª etapa (Paula Patiño)              | Ana Cristina Sanabria | Lilibeth Chacón             | Diana Peñuela            | Paola Muñoz                         | Letizia Borghesi                   | Weber Shimano Ladies Power - UnitedHealthcare Women's (equipo mixto) |
| 5.ª etapa (Ana Cristina Sanabria)     | Ana Cristina Sanabria | Lilibeth Chacón             | Diana Peñuela            | Diana Peñuela                       | Letizia Borghesi                   | Weber Shimano Ladies Power - UnitedHealthcare Women's (equipo mixto) |
| Final                                 | Ana Cristina Sanabria | Lilibeth Chacón             | Diana Peñuela            | Diana Peñuela                       | Letizia Borghesi                   | Weber Shimano Ladies Power - UnitedHealthcare Women's (equipo mixto) |